# Ekstase (1933)
Ekstase (original Extase, in Deutschland: Symphonie der Liebe) ist ein tschechoslowakischer Spielfilm aus dem Jahr 1933. Der Film von Gustav Machatý erlangte internationale Berühmtheit wegen freizügiger Szenen, die nicht nur die Zensurbehörden auf den Plan riefen, sondern der Hauptdarstellerin Hedwig Eva Maria Kiesler auch die Tore zu Hollywood öffneten, wo sie als Hedy Lamarr Karriere machte.

## Handlung
[nach der vom Filmarchiv Austria restaurierten Fassung]
Eva und Emil heiraten. Die Hochzeitsnacht enttäuscht Eva: Emil ist kleinlich und kalt. Auf die Dauer kann der Wohlstand, den er ihr bietet, seine seelischen Grausamkeiten nicht aufwiegen. Sie zieht in ihr Elternhaus zurück. Ihr Vater bringt kein Verständnis für ihre Entscheidung auf, lässt sie aber gewähren. Eva und Emil werden geschieden.
Als Eva eines Tages ausreitet und in einem Weiher badet, läuft ihr Pferd mitsamt ihren Kleidern davon. Nackt macht sie sich nun auf die Suche nach ihrem Pferd und der Bekleidung. Adam, ein Ingenieur am Bau einer nahe gelegenen Eisenbahnlinie, fängt das Pferd ein und führt es zu ihr. Seine einfühlsame Hilfsbereitschaft beeindruckt Eva, die beiden verlieben sich.
Am Tag, als Eva und Adam verreisen wollen, um „den Leuten“ zu entgehen, erscheint Emil am Hof des Vaters, um Eva zurück zu bitten. Sie weist ihn ab. Auf dem Heimweg nimmt er Adam im Auto mit. Anhand einer Halskette, mit der dieser versonnen hantiert, erkennt Emil, dass er den Mann fährt, den Eva liebt. Er scheint daraufhin mit dem Wagen in den Tod rasen zu wollen. In letzter Sekunde bremst er am Bahnübergang vor dem anfahrenden Zug.
Adam bringt den geschockten Emil im selben Gasthaus unter, in dem er dann Eva erwartet. Die beiden freuen sich ihrer Liebe bei Sekt und Tanz. Ihr Taumel endet durch den Selbstmord Emils, der an der Last zerbricht, die ihm sein Leben ist. Nichtsahnend hält Adam an den Reiseplänen fest. Am Bahnsteig schläft er ein, während sie auf den Zug warten, und Eva fährt alleine weg.
In den letzten Einstellungen sieht man Adams sehnsüchtigen Blick auf die Kinder einer Fremden, seine uneindeutige Mimik und Eva beim Stillen und Spielen mit einem Kleinkind.

## Hintergrund
Der Film erregte großes Aufsehen ob der Nacktszenen mit Hedy Kiesler, alias Hedy Lamarr, sowie einer Liebesszene, bei der die Kamera ihr höchste sexuelle Erregung darstellendes Gesicht in Nahaufnahme zeigt. Sie erlangte dadurch so große Bekanntheit, dass sie auch im Jahr 1937 noch nach Hollywood gehen konnte und als Hedy Lamarr ihre Karriere fortsetzte, nachdem sie sich zunächst ihrem Mann, dem Rüstungsindustriellen Fritz Mandl, gebeugt hatte, der sie nach den Nacktszenen in Ekstase von der Schauspielerei fernhielt. Er kaufte sogar sukzessive Kopien des Films auf, um seine Verbreitung einzuschränken. Er kam jedoch nie an das Filmoriginal heran, weshalb der Film immer wieder vervielfältigt wurde.
Eine vom Prager Filmarchiv Národní filmový archiv mit Beitrag des Filmarchivs Austria restaurierte Fassung wurde im Rahmen des Pre-opening events bei den Internationalen Filmfestspielen von Venedig 2019 gezeigt. Ziel der Restaurierung war eine originalgetreue Version des Films in tschechischer Sprache, wie jene, die bei den Filmfestspielen 1934 gezeigt wurde.
Bei der Gesangsgruppe, die man in der Strandszene singen hört, handelt es sich um die Five Songs.

## Kritik
„Aus dieser Dutzendfabel wurde der wohl bekannteste und berühmteste Vorkriegsfilm der Tschechoslowakei; berühmt durch die für die damalige Zeit skandalösen Aktaufnahmen […] berühmt aber auch durch seine ungewöhnliche, sensible Gestaltung.“

## Produktion
Der von der Prager Slavia-Film hergestellte Film ist überwiegend als Stummfilm hergestellt worden. Die Stummfilmszenen wurden Anfang Oktober 1932 in den Wiener Schönbrunn-Ateliers gedreht, die wenigen Tonfilmszenen wurden zwischen dem 15. September und 3. Oktober 1932 in den Prager Ateliers A.B. Vinohrady in deutscher Sprache hergestellt. Die Außenaufnahmen wurden im August 1932 in der Slowakei und in der damals tschechoslowakischen Karpatenukraine gedreht.
Als Tonsystem wurde jenes der Tobis-Klangfilm verwendet. Szenenbildner und Filmarchitekten waren Bohumil Hes und Stephan Kopecky. Für den tschechoslowakischen Markt wurde der Film eigens synchronisiert und als Extase veröffentlicht. Für den französischen Markt wurde, mit leicht veränderter Besetzung, eine eigene Version unter dem Titel L’Extase hergestellt.
Für den Filmverleih zuständig waren Algi-Filmverleih, Berlin, Filmhaus Nietsche, Leipzig, Osvo, Oskar Vogt, Hamburg sowie die Bild und Ton GmbH in Düsseldorf und Frankfurt am Main. Den Filmvertrieb übernahm die Elekta-A.B. Filmfabriken A.-G. Prag.

## Versionen und Zensurentscheide
Die Premiere des 1932 gedrehten Films fand am 20. Januar 1933 in Prag statt; die Österreich-Premiere erfolgte am 18. Februar. In Deutschland konnte der Film aufgrund eines Verbots durch die Filmprüfstelle erst am 8. Januar 1935 in den Ufa-Theatern Friedrichstraße und Kurfürstendamm (beide Berlin) in einer stark zensierten Version unter dem Titel Symphonie der Liebe uraufgeführt werden.
Neben der 95 Minuten langen originalen Version mit deutschen Sprechszenen gab es auch noch eine französische Version, die unter dem Titel L’Extase mit leicht verändertem Drehstab und Besetzung gleichzeitig hergestellt wurde (Versionenfilm). Evas Vater wurde hierbei von André Nox, Emil von Zvonimir Rogoz und der junge Mann (Adam) von Pierre Nay dargestellt. Für die französische Version wurde auf die Wien Studios verzichtet. Weitere Abweichung war der Schnitt, der nun von Antonín Zelenka vorgenommen wurde.
Für die Tschechoslowakei wurde der Film synchronisiert und als Extase am 20. Januar 1933 in Prag uraufgeführt, wobei Jiřina Štěpničková  Eva synchronisierte, Ladislav Boháč Evas Ehemann und Bedřich Vrbský Adam. Die Übersetzung nahm František Halas nach der Dichtung Píseň práce vor.
Die Originalfassung in deutscher Sprache wurde am 18. Februar 1933 in Wien uraufgeführt. In Deutschland verbot die Filmprüfstelle die Aufführung des Films mit ihrem Entscheid vom 20. Februar 1933. Erst in gekürzter und zensierter Fassung konnte der Film unter dem Titel Symphonie der Liebe am 8. Januar 1935 auch in Deutschland, in den Berliner Ufa-Theatern Friedrichstraße und Kurfürstendamm, uraufgeführt werden. Der Film war nun nur noch mit einem Jugendverbot versehen, jedoch ging dem eine Kürzung um insgesamt 380 Meter zuvor, sodass der Film nun statt 2486 Meter nur noch 2106 Meter lang war. Die 82 Minuten lange deutsche Version war es auch, die in die Vereinigten Staaten am 24. Dezember 1940 zur Uraufführung, unter dem Titel Ecstasy, gelangte, nachdem der Film die Jahre zuvor verboten war.
Der Film wurde auch Jahrzehnte später immer wieder in Umlauf gebracht. So bestehen nun Versionen mit unterschiedlicher Länge und unterschiedlichen Titeln. In den Vereinigten Staaten befindet sich der Film als My Ecstasy und Rhapsody of Love im Umlauf. Eine Version von 1986 ist 87 Minuten lang. In Frankreich kam auch die 95 Minuten lange Originalfassung in Umlauf.

## Auszeichnungen
- Internationale Filmfestspiele von Venedig 1934:
  - Sieger: Beste Regie (Gustav Machatý), nominiert: bester ausländischer Film
- Internationale Filmfestspiele von Venedig 2019:
  - Bester restaurierter Film